# کتاب مورمون

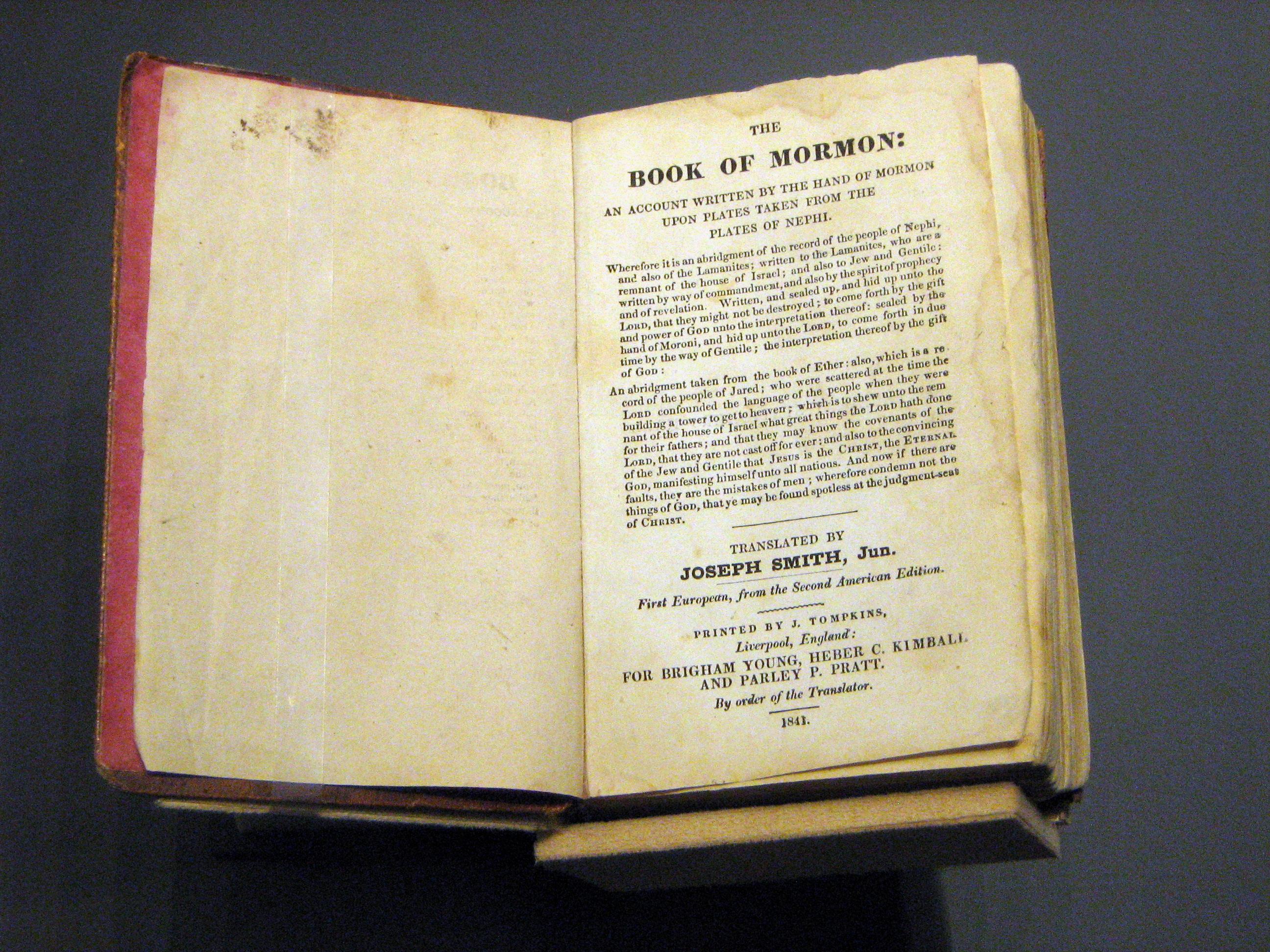
نسخه ۱۸۴۱ کتاب مورمون

کتاب مورمون (به انگلیسی: Book of Mormon) کتاب مقدسی برای جنبش مقدسین آخرین زمان می‌باشد. این کتاب توسط جوزف اسمیت در سال ۱۸۳۰ میلادی چاپ شد. طبق کتاب مورمون، مورمون نام پیامبر-مورخ بومی آمریکایی است که اکثر کتاب را تألیف کرده‌است.
این کتاب را فاطمه توفیقی و سمیر بیات به فارسی ترجمه کرده‌اند.